# كلب كندي (هشترود)
كلب‌ كندي هي قرية في مقاطعة هشترود، إيران. عدد سكان هذه القرية هو 128 في سنة 2006.